# Переходный возраст (фильм, 2008)
«Переходный возраст» (англ. How to Be) — художественный фильм режиссёра Оливера Ирвинга. Слоган фильма «Иногда мы все нуждаемся в небольшой помощи» (англ. Sometimes We all need a Little Help). Начало съемок — март 2007 года. Мировая премьера состоялась 18 января 2008 года на кинофестивале Slamdance, российская — 26 ноября 2009 года. Фильм отмечен наградой Страсбургского фестиваля за лучшую мужскую роль в исполнении британского актёра Роберта Паттинсона. Впервые на DVD фильм вышел 18 мая 2009 года.

## Сюжет
У музыканта Арта, выступающего по пабам, кризис. Его бросает девушка, и Арту приходится переехать жить обратно к родителям. Мать не очень этому рада, а отец и вовсе заявляет сыну, что его существование ― оксюморон. Однажды Арту попадает в руки книжка некоего доктора Эллингтона из серии «Помоги себе сам». Вдохновленный молодой человек выписывает доктора из Канады в качестве личного консультанта. Теперь каждый шаг Арта наблюдает и комментирует профессионал.
Арт хочет, чтобы доктор помог ему «стать более нормальным». Для этого главный герой тратит последние личные деньги, оставленные ему в наследство от родственника. Родители узнают об этой очередной странной задумке Арта только в тот момент, когда доктор появляется у них на пороге.
Несмотря на непонимание со стороны семьи, Арт пытается, вместе с новым помощником в области жизненных вопросов, найти свой путь, равновесие в жизни, взаимопонимание с родителями и настоящее счастье.

## В ролях
- Роберт Паттинсон — Арт
- Ребекка Пиджон — Мать
- Джереми Харди — Джереми
- Пауэлл Джонс — Доктор Эллингтон
- Майк Пирс — Никки
- Джонни Уайт — Ронни
- Майкл Ирвинг — Отец
- Алиса Арнах — Джессика
- Майкл Уильямс — Гарет